# Ornelis Ortiz
Ornelis Ortiz (* 28. Juli 2004) ist eine venezolanische Leichtathletin, die im Hoch-, Weit- und Dreisprung an den Start geht.

## Sportliche Laufbahn
Erste internationale Erfahrungen sammelte Ornelis Ortiz im Jahr 2021, als sie bei den U20-Südamerikameisterschaften in Lima mit 1,60 m den vierten Platz im Hochsprung belegte. Anschließend gewann sie bei den U18-Südamerikameisterschaften in Encarnación mit 5,86 m die Bronzemedaille im Weitsprung. 2023 belegte sie bei den Zentralamerika- und Karibikspielen (CAC) in San Salvador mit 1,65 m den siebten Platz im Hochsprung. 2025 klassierte sie sich dann bei dann bei den Hallensüdamerikameisterschaften in Cochabamba mit 6,24 m und 13,15 m jeweils auf dem vierten Platz im Weit- und Dreisprung.
2024 wurde Ortiz venezolanische Meisterin im Hochsprung.

## Persönliche Bestleistungen
- Hochsprung: 1,72 m, 31. März 2023 in Caracas
- Weitsprung: 6,24 m, 22. Februar 2025 in Cochabamba
- Dreisprung: 13,15 m, 23. Februar 2025 in Cochabamba